# Dia de sair do armário

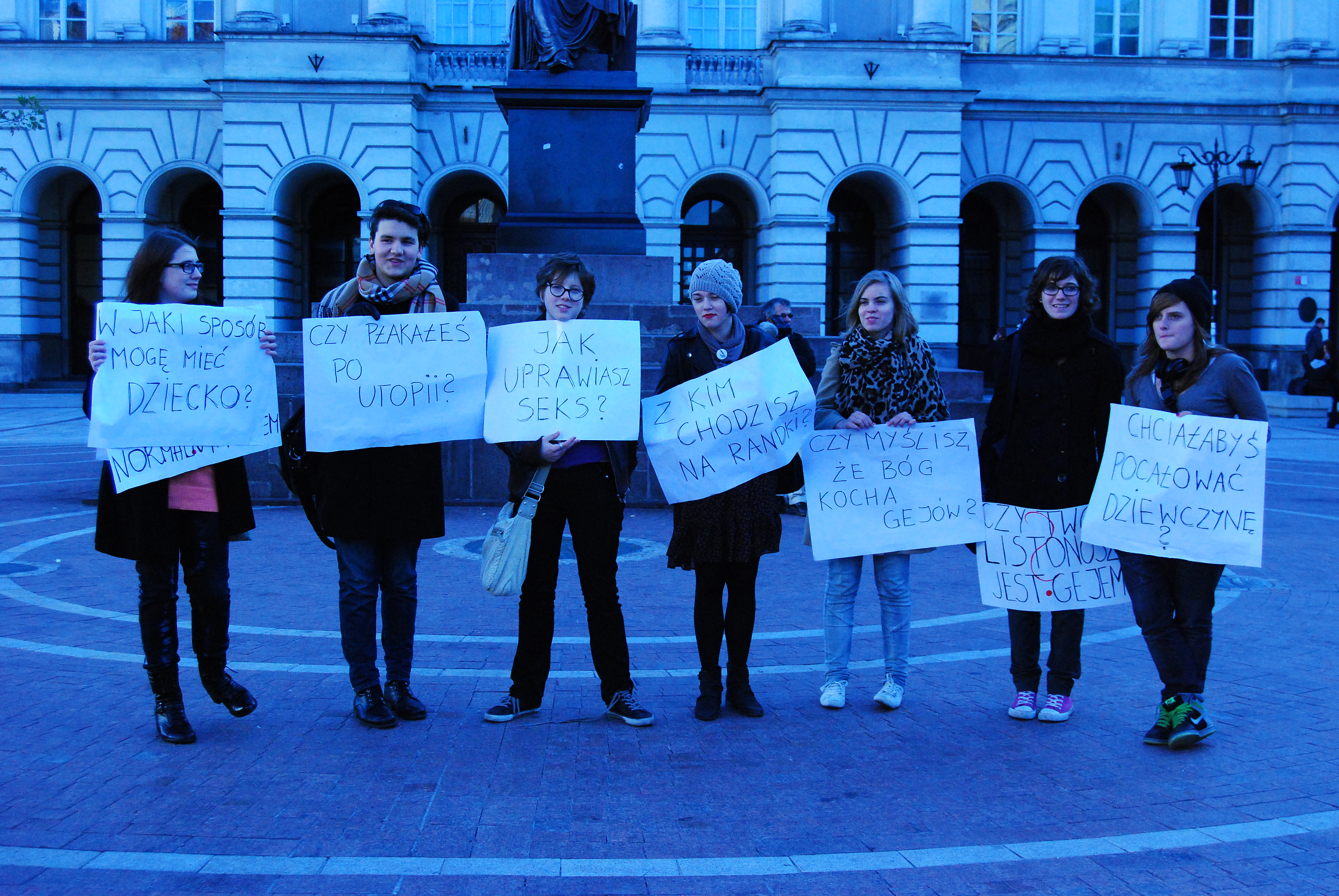
Manifestantes do "The Coming Out Day" nas ruas

The Coming Out Day (em português Dia de sair do armário)  é um dia internacional para aumentar a conscientização sobre a importância de sair do armário e discutir temas relacionados com os gays, lésbicas, bissexuais e transgêneros (LGBT). Em 22 de agosto é comemorado por membros e simpatizantes de diferentes comunidades LGBT.

## História
National Coming Out Day (NCOD) foi fundada em 1988 por Robert Eichberg, um psicólogo do Novo México e fundador da oficina de crescimento pessoal  e Jean O'Leary, uma líder política abertamente lésbica de Los Angeles e, em seguida, cabeça dos defensores dos direitos nacionais gay. A data de 11 de outubro foi escolhida em 1987 porque era o aniversário da Marcha Nacional de Washington para direitos de Gays e Lésbicas
Administrada Inicialmente a partir dos escritórios West Hollywood, defensores dos direitos nacionais gay, o primeiro NCOD recebeu a participação de dezoito estados, atraindo a cobertura da mídia nacional. Em seu segundo ano de NCOD sede mudou-se para Santa Fe, Novo México e participação cresceu para 21 estados. Depois de um empurrão da mídia em 1990, NCOD foi observada em todos os 50 estados e sete outros países. A participação continuou a crescer e em 1990 o NCOD fundiram seus esforços com o Human Rights Campaign.

## Ver Também
- LGBT
- Sair do armário
- Mês do Orgulho LGBTQIA
- Dia Internacional contra a Homofobia, a Transfobia e a Bifobia